# Klompenmuseum Den Eik
Het Klompenmuseum Den Eik is een streekmuseum in de Antwerpse gemeente Laakdal rond alles wat met de klomp te maken heeft. Het museum bevindt zich in de afspanning Den Eik te Veerle.

## Toelichting

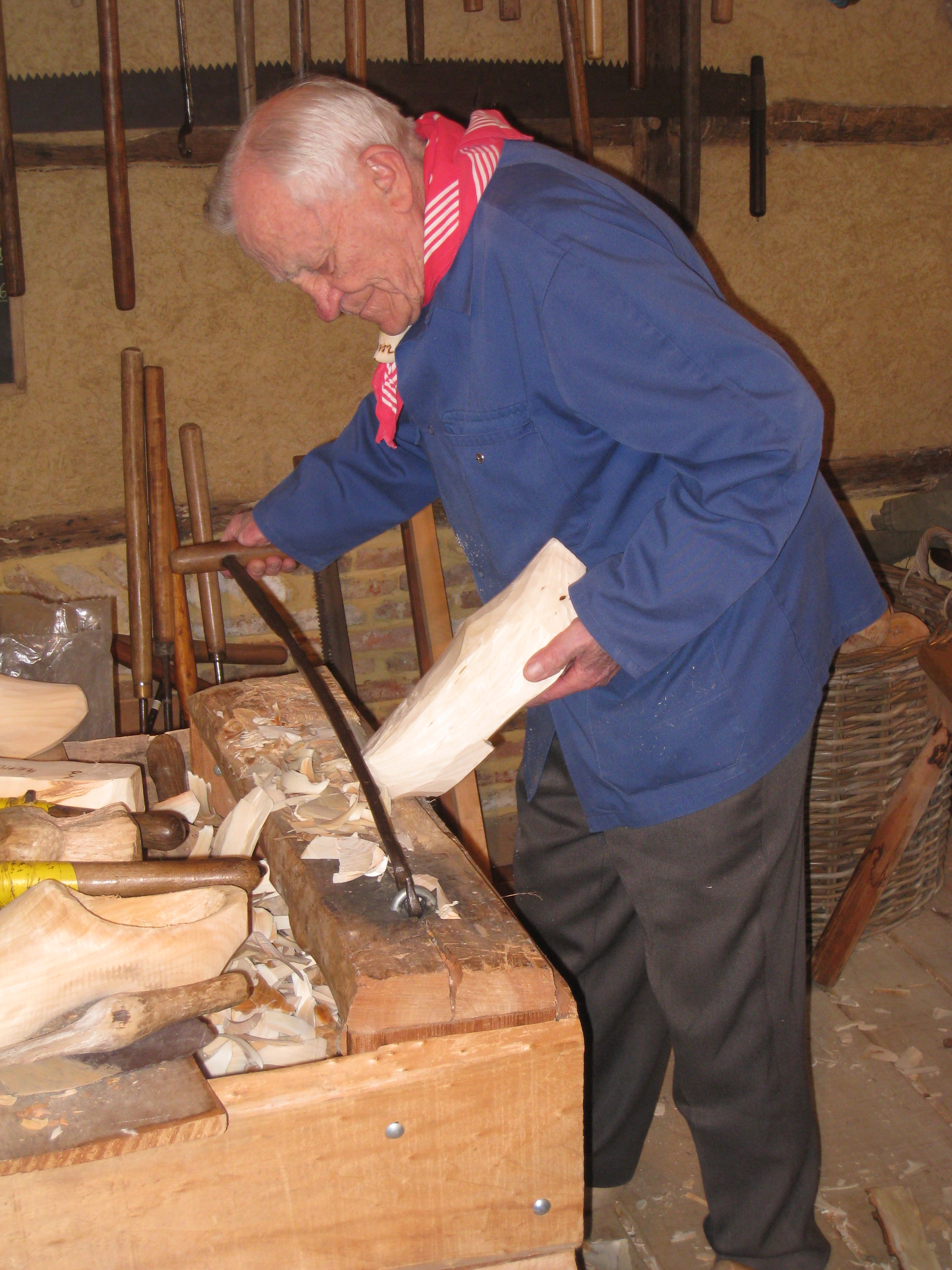
Klompenmaker Mondelaers aan het werk met een paalmes

Sinds 1988 bevindt er zich in de Kempense gemeente Laakdal een klompenmuseum. Het zag het levenslicht dankzij de Vrienden van het Museum vzw die het oprichtten als eerbetoon en herinnering aan de vroegere klompenmakers van Laakdal en omstreken. De deelgemeente Vorst van Laakdal was eind 19e en begin 20ste eeuw een regionaal centrum van de klompennijverheid met uitvoer naar de omgeving. Het museum biedt via artefacten een overzicht van de ambachtelijke en mechanische klompenmakerij.
Op verzoek kon men er ter plaatse de oudste nog actieve Vlaamse klompenmaker Sam Mondelaers aan het werk zien. Hij is ondertussen gestorven. Uit een stuk wilgenhout kapt en snijdt hij in een nagebouwde lemen klompenhut anno 1920 een passende klomp.
Sinds het voorjaar 2011 kan men er ook actief beleven wat het is om met klompen rond te lopen via het zogenoemde klompenbelevingspad, aangelegd in een bos achter het museum. Men kan er klompen lenen om het lopen op klompen te ervaren tijdens een tocht door het bos over verschillende ondergronden zoals keien en wilgenhout. Tegelijkertijd kan je een avontuurlijk hindernissenparcours met klompen afleggen om je behendigheid in het klompenlopen uit te testen.